# Утеймуллино
Утейму́ллино (рос. Утеймуллино, башк. Үтәймулла) — присілок у складі Аургазинського району Башкортостану, Росія. Входить до складу Нагадацької сільської ради.
Населення — 379 осіб (2010; 389 в 2002).
Національний склад:
- башкири — 98%